# جوزف فان لریس

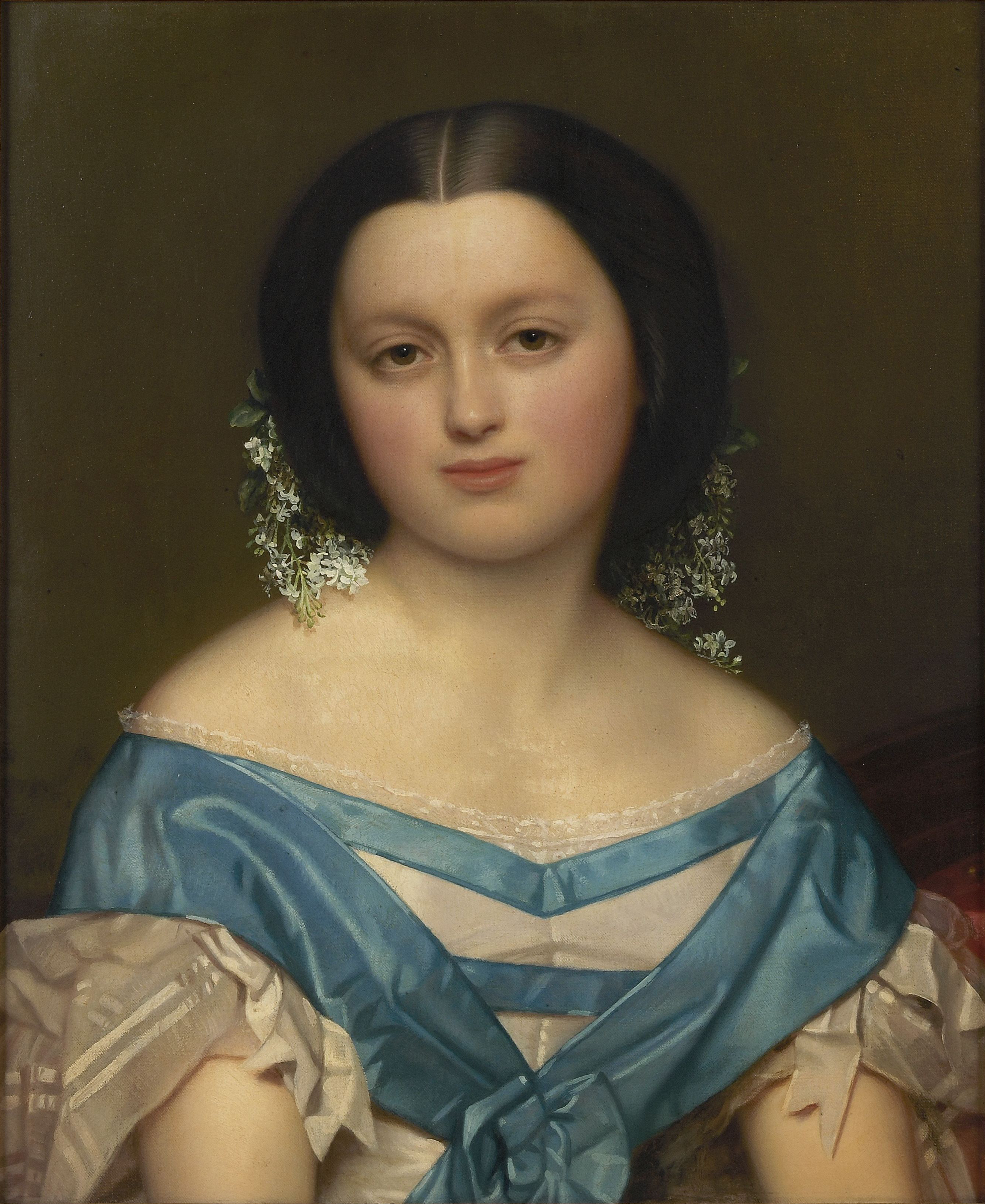
نگاره هنریت مایر فان دن برگ اثری از جوزف فان لریس (۱۸۵۷)

جوزف فان لریس یا جوزف هنری فرانسیوس (انگلیسی: Jozef Van Lerius) (زاده ۲۳ دسامبر ۱۸۲۳ و درگذشته ۲۹ فوریه ۱۸۷۶) نقاش اهل بلژیک بود. سبک کاری این نگارگر نقاشی‌های تاریخی و عاشقانه بود. در سال ۱۸۵۲ ملکه ویکتوریا ملکه بریتانیا؛ یکی از تابلوهای او با نام نخستین میلاد را خرید. در این تابلو دو زوج به همراه یک کودک نمایش داده شده است. این تابلو در قلعه ویندسور نگهداری می‌شود. بهترین اثر جوزف فان لریس، نقاشی افسانه بانو گادایوا می‌باشد. بسیاری از آثار این نقاش مثل افسانه بانو گادایوا و سیندرلا به شکل گسترده‌ای تکثیر و بازنگاری شده‌اند.